# Fashion!
Pour plus de détails, voir Fiche technique et Distribution.
Fashion! (Fashion Pack) est une série documentaire française d'Olivier Nicklaus réalisée en 2012 et sélectionnée au Fashion on Film Festival de la Cinémathèque de Melbourne en septembre 2012, au Festival Chéries Chéris de Paris en octobre 2012, au Festival ASVOFF au Centre Pompidou en novembre 2012, au FIFA (Festival International de Film sur L'Art) de Montréal en mars 2013, et au Holon Design Week de Tel Aviv en mars 2013. 
Cette série, en trois parties pour trois décennies, mêlant très majoritairement des archives d'époque (dont certaines inédites), et des interviews récentes, retrace l'histoire de la mode en France depuis le début des années 1980.

## Synopsis

### Golden Eighties
Cette première partie débute au tout début des années 1980 en France avec l'émergence des créateurs de prêt à porter : Claude Montana, Thierry Mugler, Azzedine Alaïa, et Jean Paul Gaultier, créateurs abordant la mode sans passer par l'étape de la Haute couture des Givenchy ou Saint Laurent. Tout le monde de la mode se retrouve au Palace, les défilés souvent colorés, spectacles démesurés comme ceux de Mugler, se font sous des tentes dans le nouveau Quartier des Halles. Chez Alaïa, Grace Jones est mannequin-cabine et Tina Turner fait des essayages. Les top-models en sont les stars… Période d'insouciance et de liberté, François Mitterrand reconnait à la mode d'être un « art majeur ». Paris redevient la capitale mondiale de la mode.
La décennie s'écoule, les « vieilles » maisons comme Chanel et Dior réagissent avec l'arrivée de nouveaux directeurs artistiques. Alaïa, constant dans sa démarche, s'éloigne du système, Gaultier, à l'apogée de sa gloire et découvrant la haute couture, devient une icône, Lacroix renouvelle la création, mais le Sida va bouleverser le milieu à la fin de ces années 1980 ; c'est aussi la chute de Montana et ses silhouettes structurées en triangle ; ou Mugler qui quitte la mode sur un dernier défilé emblématique.

### Antifashion
Gianni Versace, avec ses couleurs, dorures, et sa mode sexy, triomphe. Naomi Campbell, Karen Mulder, ou Claudia Schiffer, futures stars, apparaissent ; Kate Moss débute ; Pourtant, Sida, crise économique, Tchernobyl, guerre du Golfe, la mode française des années 1990 s'internationalise et est marquée par l'apparition de stylistes minimalistes  : comme les Belges Martin Margiela, Ann Demeulemeester, ou Raf Simons peu après, voir plus conceptuels comme les japonais Yohji Yamamoto et Rei Kawakubo qui inventent une forme d'« anti-fashion ». La mode est « sombre », arte Povera, les vêtements trop grands, mal construits et mal finis, les mannequins défilent comme des robots. C'est la fin de l'insouciance des années 1980 et de la culture « pop ». Certaines marques s'orientent vers les créateurs anglais John Galliano, ou Alexander McQueen et ses défilés incroyables ; Karl Lagerfeld continu de transformer radicalement Chanel ; les grands groupes du luxe se construisent…

### Go Global
Les années 2000 et la mondialisation : les groupes tels que PPR ou LVMH reprennent les marques sur le déclin pour les concentrer dans leurs empires ; on parle de « luxe » plutôt que de « mode ». Le centre de la mode se déplace un peu de Paris vers Milan avec Fendi, Gucci, Prada… Les défilés deviennent des shows afin de créer une image mondialement commercialisable : parfums, cosmétiques, sacs ou chaussures logotés sont l'extension de la Couture. Il faut des Directeurs artistiques plutôt que des créateurs, « Leur public désormais, c'est le monde entier ». Marc Jacobs, Lagerfeld qui affirme que « Le système, on ne peut plus le changer. On est des apprentis sorciers. », Galliano sont des stars. Après l'austérité et l'« antimode » des années 1990, Tom Ford exploite le Porno chic, le Bling-bling est à son apogée.

## Fiche technique
- Titre : Fashion! (Fashion Pack)[n 1]
- Réalisation : Olivier Nicklaus
- Scénario : Olivier Nicklaus
- Montage : Frédéric Baillehaiche
- Photographie : Pierre Maïlis-Laval
- Dessins : Stéphane Manel
- Musique : Lescop, Léonard Lasry
- Recherche archives: Emmanuelle Nowak
- Production : Mademoiselle Agnès[11], David Berdah[12]
- Pays d'origine : France
- Genre : Documentaire
- Durée : 3 x 60 minutes ; titres : Golden Eighties - Antifashion - Go Global[13]
- Dates de diffusion : 20 et 27 octobre 2012 sur Arte[14]
- Date de sortie du coffret dvd : 2 octobre 2012 chez Ina Éditions

La série a nécessité deux ans de recherches et neuf mois de montage.

### Distribution
- Azzedine Alaïa
- Grace Jones
- Tina Turner
- Farida Khelfa[n 2]
- Jean Paul Gaultier
- Madonna
- Claude Montana
- Thierry Mugler
- Vincent Darré
- Paquita Paquin
- Donatella Versace
- Gianni Versace
- Rei Kawakubo
- Yohji Yamamoto
- Ann Demeulemeester
- Martin Margiela[n 3]
- Helmut Lang
- Jil Sander
- Raf Simons
- Hussein Chalayan
- Rick Owens
- Karl Lagerfeld
- Christian Lacroix
- Bernard Arnault
- François Pinault
- Miuccia Prada
- Tom Ford
- John Galliano
- Alexander McQueen
- Marc Jacobs
- Nicolas Ghesquière
- Hedi Slimane
- Inès de la Fressange
- Karen Mulder
- Naomi Campbell
- Claudia Schiffer
- Linda Evangelista
- Carla Bruni
- Kate Moss
- Yves Saint Laurent
- Catherine Deneuve
- Bernadette Lafont
- Cher
- Jerry Hall
- Pat Cleveland
- Jean-Paul Goude
- Jean-Baptiste Mondino
- Jean-Claude Bourret
- Claire Burger
- Valérie Massadian